# Teinobasis debeauxi
Teinobasis debeauxi är en trollsländeart som beskrevs av Maurits Anne Lieftinck 1938. Teinobasis debeauxi ingår i släktet Teinobasis och familjen dammflicksländor. Inga underarter finns listade i Catalogue of Life.